# 維奧克薩河
維奧克薩河是俄羅斯中部的河流，位於科斯特羅馬州西部，屬於科斯特羅馬河的左支流，發源自海拔100米的加利奇斯科耶湖，最終在布伊注入科斯特羅馬河，河道全長84公里，流域面積2,880平方公里，河道闊度約30至40米。
60°59′39″N 29°0′33″E / 60.99417°N 29.00917°E